# Петра (Грчка)
Петра (грч. Πέτρα) је насељено место у општини Катерини у периферији Средишња Македонија, Грчка. Према попису из 2021. године било је 33 становника.
Насеље је подигнуто на месту старог села тридесетих година 20. века. На попису из 1940. године Петра је имала 105 становника. Село се раније звало Локова.